# Ничипоренко Сергій Петрович
Сергі́й Петро́вич Ничипоре́нко (1900 — після 1971) — доктор технічних наук, професор, завідувач відділу Інституту колоїдної хімії та хімії води Академії наук УРСР.

## Життєпис
Лауреат Державної премії УРСР 1969 року — за роботу «Розробка проблеми фізико-хімічної механіки термосолестійких дисперсій глинистих мінералів»; співавтори Агабальянц Едуард Гаспарович, Круглицький Микола Миколайович, Овчаренко Федір Данилович.
Серед робіт:
- «Основні питання теорії процесів обробки і формування керамічних мас», 1960
- «Дослідження і використання бентонітових глин», 1965
- «Про формування керамічних мас в стрічкових пресах», співавтори Абрамович М. Д., Комская Маріам Самсонівна, 1971.